# Christelijk College Nassau-Veluwe
Het Christelijk College Nassau-Veluwe (afgekort CCNV) is een Nederlandse middelbare school in Harderwijk. De school werd opgericht in 1919 als Christelijk Lyceum, tegenwoordig herbergt de school havo, atheneum en gymnasium. De school staat onder gezag van de Vereniging voor Christelijk Voortgezet Onderwijs te Harderwijk en Omstreken.

## Geschiedenis
In 1918 werd begonnen met de oprichting van Christelijk Lyceum in Harderwijk, waarna de school in 1919 openging. De school was een voortzetting van het Nassau-Veluwsch-Lyceum, een school die dateert uit 1372.
Op 5 juni 1918 vindt een vergadering plaats ter voorbereiding voor de oprichting van de Vereniging voor Christelijk Middelbaar en Voorbereidend Hooger Onderwijs te Harderwijk en Omstreken.
Op 8 september 1919 wordt het Christelijk lyceum geopend. Er zijn dan twee klassen, met in totaal 26 leerlingen. De leerlingen moesten een toelatingsexamen afleggen, maar werden ook geselecteerd op sociale status. Vanaf dat moment maakte Harderwijk deel uit van de acht steden (Amsterdam, Den Haag, Baarn, Tilburg, Eindhoven, Haarlem en Zeist) die een lyceum hadden. Bij de opening werd duidelijk nadruk gelegd op het christelijke karakter van de school.
Meteen bij de ingebruikname van een gebouw aan de Vischmarkt werd duidelijk dat het pand eigenlijk te klein was.
Op 10 september 1923 werd het nieuwe gebouw aan de Stationslaan geopend. Tijdens de Tweede Wereldoorlog werden de klassen ondergebracht in panden door heel Harderwijk heen omdat de school was ingenomen door de Duitse bezetters. De grootste impact op de school had de executie van de scheikundeleraar dr. D. Kuijper. Hij werd in maart 1945 gefusilleerd vanwege zijn rol in het verzet. Hij was een van de oprichters van de plaatselijke Landelijke Organisatie voor Hulp aan Onderduikers. Naast Kuijper was er ook een andere docent op het lyceum die actief was in het verzet, dr. Van Opstal. Hij was de plaatselijke commandant van de Ordedienst in Harderwijk.
In de jaren na de Tweede Wereldoorlog werd de draad in het onderwijs weer opgepakt. Begin jaren zestig verandert de naam van de school in Christelijk College Nassau-Veluwe, in het kader van de Mammoetwet.

## Heden

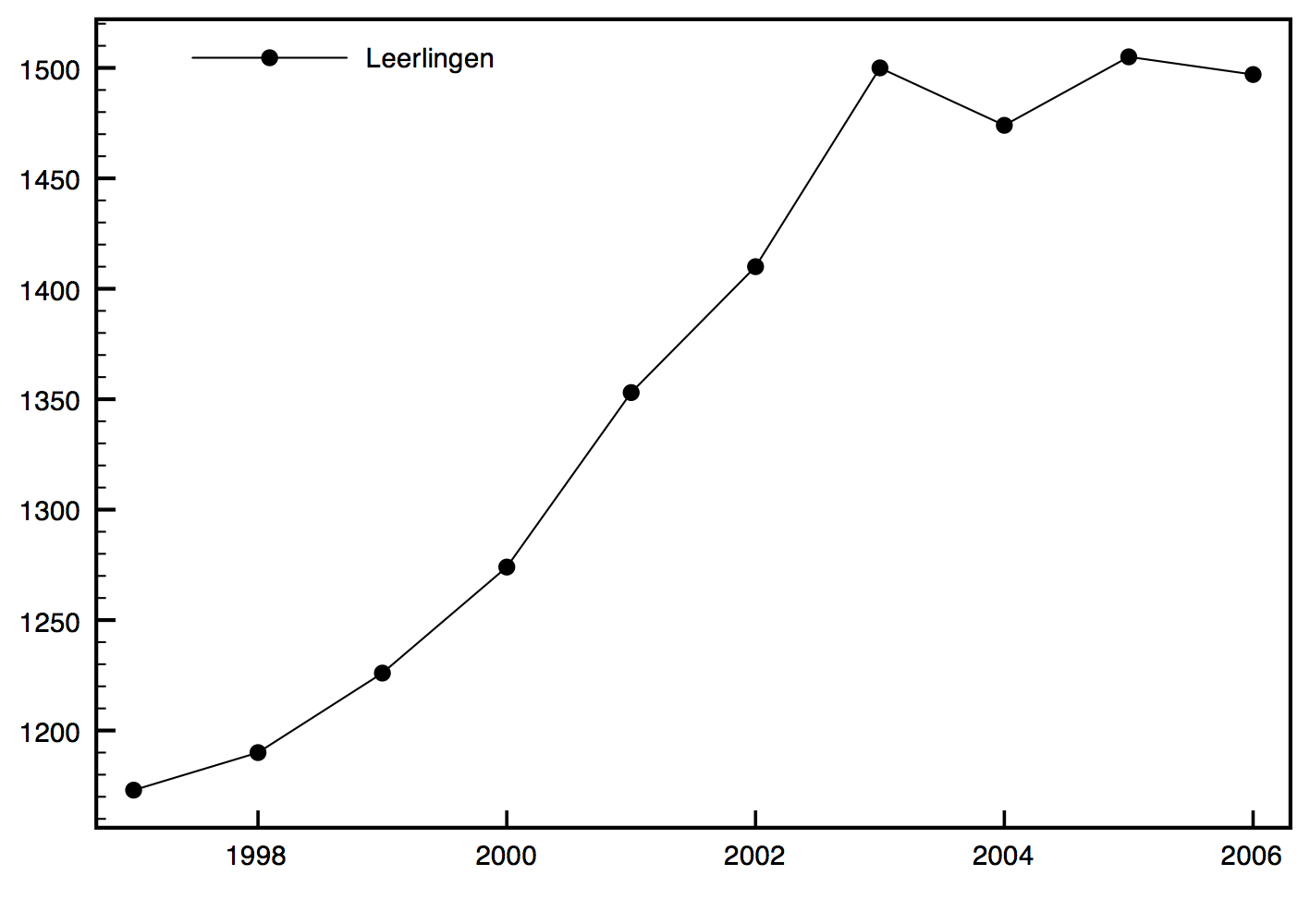
Leerlingenverloop 1997-2006

De school kent ruim 1300 leerlingen. De leerlingen komen hoofdzakelijk uit Harderwijk, maar ook een groot gedeelte komt uit de plaatsen Nijkerk, Putten, Ermelo, Nunspeet, Hierden, Vierhouten, Biddinghuizen, Zeewolde en Lelystad. De school is goed bereikbaar met het openbaar vervoer aangezien ze nog geen 200 meter van het trein- en busstation van Harderwijk ligt. De school heeft 130 personeelsleden.
Het CCNV is Topsport Steunpunt. Dit houdt in dat leerlingen met sporttalent op deze school kunnen komen en faciliteiten krijgen voor hun sport. Theo Bos (wielrenner) is bijvoorbeeld op deze school begonnen.
Daarnaast is het CCNV Begaafdheidsprofielschool; de school maakt deel uit van een landelijk dekkend netwerk van 24 scholen waarop getalenteerde leerlingen extra mogelijkheden krijgen. In 2011/2012 is de school gestart met versterkt Engels in het VWO, waarbij extra aandacht wordt besteed aan de Engelse taal, er in de les Engels wordt gesproken en er veel contacten zijn met het buitenland. In dat kader is het CCNV ook een UNESCO-school, waarbij duurzaamheid o.a. veel aandacht krijgt.
Het CCNV heeft een uitstekend zorgteam en biedt passend onderwijs voor leerlingen met dyslexie/dyscalculie.
Verder bezit de school een theaterzaal met 536 zitplaatsen. Deze zaal wordt meestal gehuurd door het Theater Harderwijk, om er voorstellingen in te houden. De school gebruikt de zaal ook intensief. Zo wordt er bijvoorbeeld rond kerst de kerstmusical opgevoerd. Ook wordt hier de jaarlijkse Kunst(k)week gehouden. Drie avonden lang worden er voorstellingen gegeven, gemaakt door docenten en leerlingen op het gebied van kleinkunst, dans en muziek. Voor de leerlingen van het gymnasium is er elk jaar een voorstelling: een klassieke mythe, waaraan alleen gymnasiumleerlingen mee mogen doen.

## Bekende oud-leerlingen
Op alfabetische volgorde.
- Peter Boeve, voetballer en voetbaltrainer [1]
- Theo Bos, wielrenner [1]
- Ybo Buruma, strafrechtgeleerde [1]
- Joost Eerdmans, politicus [1]
- Henk Hagoort, bestuurder [1]
- Monique Jansen, discuswerpster [1]
- Micha Klein, beeldend kunstenaar en dj [1]
- Hester Knibbe, dichteres [1]
- Max Kohnstamm, diplomaat en Europese ambtenaar [1]
- Jan Douwe Kroeske, programmamaker en radio- en televisiepresentator [1]
- Arent-Jan Linde, acteur [1]
- Siska Mulder, schrijfster, columniste en journaliste [1]
- Cora van Nieuwenhuizen, politicus [1]
- Jelle Paulusma, zanger, liedjesschrijver en multi-instrumentalist [1]
- Leen Pfrommer, schaatstrainer en -commentator [1]
- Koos van Plateringen, televisiepresentator [1]
- Evert Santegoeds, journalist, publicist en televisiepresentator [1]
- Henk Spruit, dirigent
- Benno Tempel, kunsthistoricus en museumdirecteur [1]
- Henk Vermeer, politicus
- Floris Visser, regisseur [1]
- Tim Visser, rugbyspeler [1]
- Marieke Westenenk, actrice
- Ruben van Zwieten, dominee [1]